# Härlingstorp (Vara)
Härlingstorp ist ein Gehöft in der schwedischen Gemeinde Vara etwa 7 Kilometer östlich der Ortschaft Vara. Es liegt in der Provinz Västra Götalands län sowie der historischen Provinz (landskap) Västergötland.

## Wikinger-Runenstein

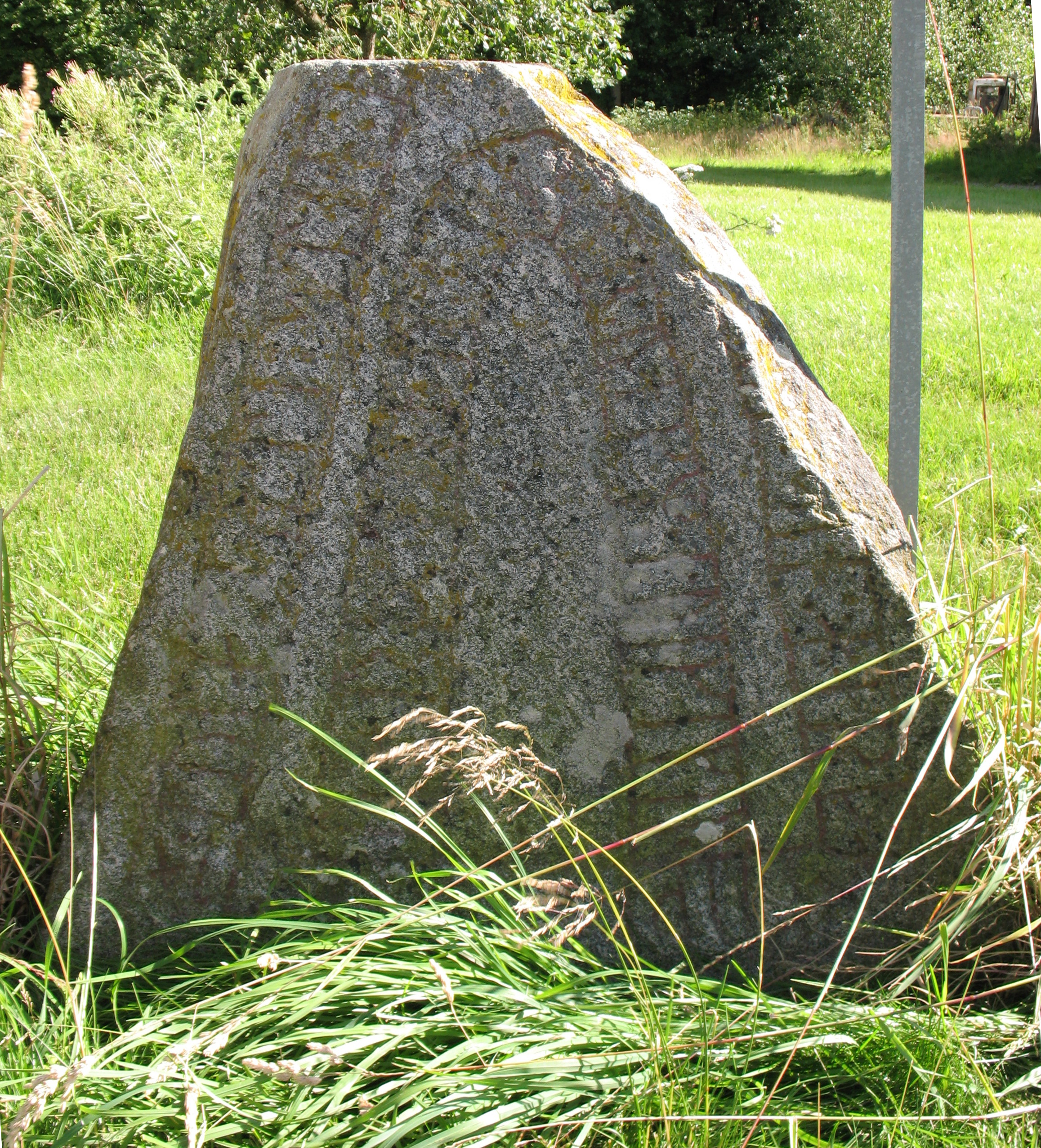
Wikinger-Runenstein Vg 61

Der Wikinger-Runenstein Vg 61 steht in Härlingstorp. Er ist im Runensteinstil RAK (980–1015) beschriftet, d. h. es gibt keine Drachenköpfe und die Enden der Runenbänder sind gerade. Er wurde zum Gedenken an einen Mann aufgestellt, der auf der Westroute starb. Nur zwei andere Runensteine, die Wikinger-Runensteine DR 330 und 334, verwenden die Formulierung i vikingu, wörtlich „in Wiking“, und hier in der Kombination mit „auf der westlichen Route“ deutet wahrscheinlich darauf hin, dass er während der Kriege in England starb.
Lateinische Transliteration:
: tula : sati : sten : þ... ...[iʀ kʀ : sun] : sin : harþa × kuþon : trok : sa × uarþ : tuþr : o : uastr:uakm : i : uikiku :
Altnordische Transkription:
Tola satti stæin þ[annsi æft]iʀ Gæiʀ, sun sinn, harða goðan dræng. Sa varð dauðr a vestrvegum i vikingu.
Deutsche Übersetzung:
Tóla setzte diesen Stein zum Gedenken an ihren Sohn Geirr, einen sehr guten und tapferen Mann. Er starb bei einem Wikingerüberfall auf der Westroute.